# Odoornerveen
Odoornerveen is een klein dorp in de gemeente Borger-Odoorn, provincie Drenthe (Nederland). Het ligt ongeveer 12 kilometer ten noorden van Emmen.
Odoornerveen telde (volgens informatie van de gemeente Borger-Odoorn) op 1 januari 2023 400 inwoners.

## Veenkolonie
De veenkolonie Odoornerveen dankt zijn ontstaan aan het in 1853-1858 door de Drentsche Veen- en Middenkanaal Maatschappij gegraven Oranjekanaal dat vanaf Smilde de Drentsche Hoofdvaart met het veengebied rond Emmen verbond. De dorpsnaam is afgeleid van de als het Odoornerveen bekendstaande veengebied ten noordwesten van het dorp. In deze uitgestrekte laagte tussen de Hondsrug en de Rolderrug bleef het water staan en ontstond hoogveen in de warmere periode van het Holoceen. De hoogveengebieden van het Odoornerveen werden door het Oranjekanaal ontsloten en ten behoeve van de turfwinning geëxploiteerd. Na de vervening werd het geschikt gemaakt voor de landbouw. Odoornerveen heeft de typische langgerektheid van een veenkoloniaal weg- of streekdorp. De voornamelijk uit boerderijen bestaande bebouwing aan weerszijden van het Oranjekanaal en de in het verlengde daarvan liggende Borger Zijtak vormen tezamen de lineaire hoofdstructuur van het dorp.

## School
Met de vestiging van kanaalgravers, veenarbeiders, caféhouders en winkeliers langs het kanaal vanaf 1854 ontstond de behoefte aan een school in Odoornerveen. Na de bouw van de eerste school in 1871 verrezen in 1906 nog schoolgebouwen aan de Borgerzijtak en de Odoornerzijtak die evenals het eerste houten schoolgebouwtje inmiddels uit het dorpsbeeld zijn verdwenen. Van de vroegste 19de-eeuwse boerenbehuizing is tegenwoordig weinig meer terug te vinden. Een kerk heeft het dorp nooit gehad. Wel aanwezig is nog het voormalige bij de Maatschappijwijk gelegen opzichtershuis.

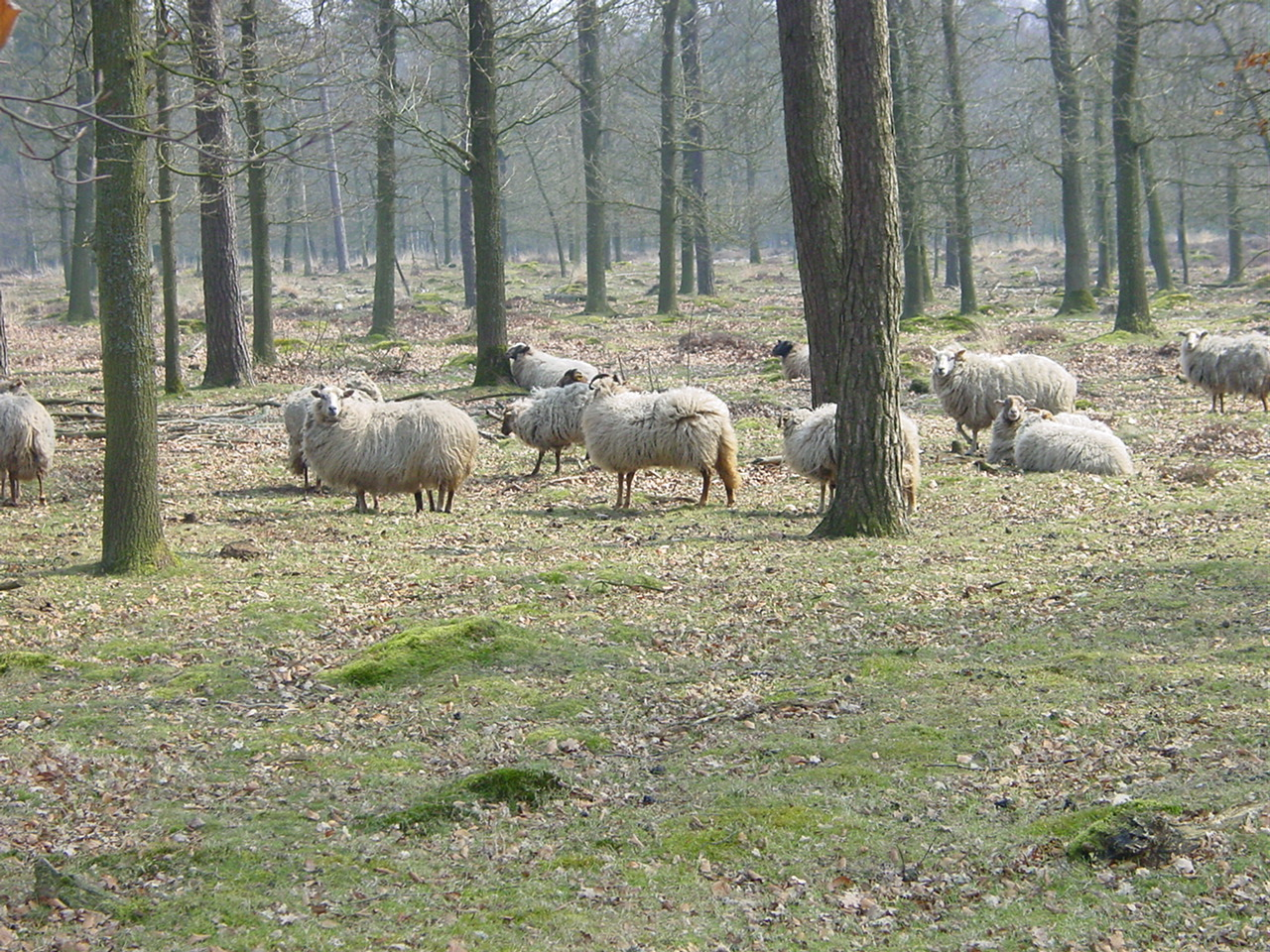
Schapenpark

## Bossen
Ten noordoosten van het dorp liggen de bossen van de Boswachterij Odoorn. Belangrijke elementen hierin zijn het schapenpark waar een kudde Drentse heideschapen vrij rondloopt, de zandafgraving de Zwemkoel en het Schoonmeer, een dobbe die in de wintermaanden dienstdoet als ijsbaan. Bijzonder is het nabij de ijsbaan lopende schapenpad. Dit is verhard met uit de heidevelden afkomstige zwerf- of veldkeien die in de laatste ijstijd zijn aangevoerd vanuit Noord-Europa. Ten westen van Odoornerveen strekken zich de bossen van de Boswachterij Sleenerzand uit.